# Nobuyasu Ikeda
Nobuyasu Ikeda (jap. 池田 伸康 Ikeda Nobuyasu; ur. 18 maja 1970) – japoński piłkarz występujący na pozycji pomocnika.

## Kariera klubowa
Od 1993 do 2002 roku występował w klubach Urawa Reds, Kawasaki Frontale i Mito HollyHock.